# Gifhorn
|  | Per a altres significats, vegeu «districte de Gifhorn». |

Gifhorn és una ciutat alemanya de la Baixa Saxònia, capital del districte de Gifhorn. És a la confluència dels rius Ise i Aller, al nord de Braunschweig. Limita amb els districtes de Peine, Uelzen i la ciutat Wolfsburg, i l'any 2013 tenia 41.518 habitants. Hi ha el Museu dels Molins (Internationales Wind- und Wassermühlenmuseum).

## Ciutats agermanades amb Gifhorn
- Xanthi de Grècia
- Korsun-Schewtschenkiwski d'Ucraïna
- Dumfries (Escòcia)
- Gardelegen d'Alemanya (Saxònia-Anhalt)
- Hallsberg de Suècia
- Złotów de Polònia